# Regelbau
Regelbau (qui peut être traduit par construction normalisée) est un terme allemand désignant sous le Troisième Reich un modèle standard de construction de casemates depuis leurs fondations jusqu'à leur équipement intérieur et leur armement éventuel.

Les catalogues de constructions standardisées détaillent pour chaque ouvrage un plan et une coupe.

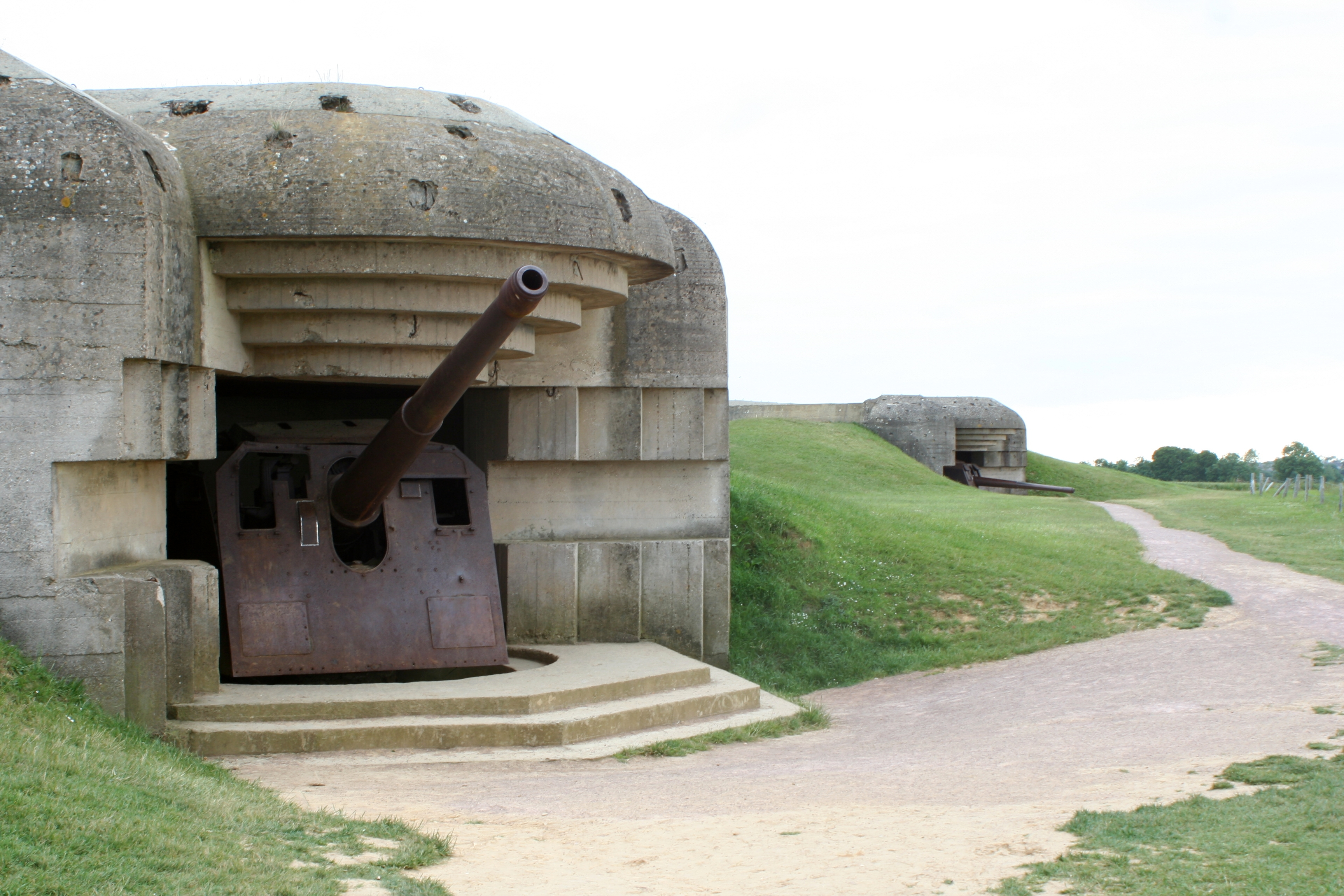
Regelbau M272 : casemate pour batterie de marine, intégrée dans un parados de terre. Son embrasure est dotée d'un front à redan dit front Todt, les angles qui s'inclinent vers l'intérieur devant dévier les éclats et les projectiles.

Il fut utilisé notamment pendant la construction de la ligne Siegfried et du mur de l’Atlantique.

## Contexte
Dès 1933, le commandement de l’armée allemande, par souci d'efficacité, commence à travailler sur la standardisation des ouvrages défensifs avec la publication de l’« Ordre pour la construction de fortifications permanentes » (Vorschrift zum Bau ständiger Befestigungsanlagen ou B. st. B).
En plus des instructions générales, il contenait également des règlements très spécifiques sur les composants blindés (Panzerungsteilen ou P-Teile) et les composants de ventilation (LüftungsteilenouML-Teile) à utiliser. L’aspect le plus important de la normalisation était l’épaisseur de construction (Ausbaustärke). Cela faisait référence à l’épaisseur des murs et des plafonds du bunker. Au cours de la construction de la ligne Siegfried, des modifications ont été apportées à plusieurs reprises à la liste des composants à utiliser. Cela s’explique par l’évolution continue de la technologie des armes ainsi que par la disponibilité des composants blindés et des matières premières en général.

## Histoire

### Développement des bâtiments standards de 1936 à 1940
Après la remilitarisation de la Rhénanie, les ingénieurs se penchèrent sur la construction d'une ligne de défense de long de la frontière ouest en 1936. À partir de fortifications déjà existantes, les ingénieurs développèrent rapidement des bâtiments améliorés, qui seront construits à partir de 1937. Ce programme de construction portait alors le nom de programme de construction pionnier (en allemand : Pionier-Bauprogramm) et se caractérisait par des bâtiments dans la force d’expansion B1[Quoi ?]. Étant donné que la résistance à l’expansion des structures achevées a rapidement été jugée trop faible et qu’il y avait un nombre important et donc déroutant de bâtiments standard, de nouveaux bâtiments standard tels que le bâtiment standard de type 10 ont été développés et exécutés à partir de 1938. Ces bâtiments se caractérisaient avant tout par une simplification et une réduction des types de construction standard. Le programme de construction a été nommé Limes-Programm.
C'est à cette époque que la construction des blockhaus fut confiée à l’organisation Todt (OT), un 
groupe de génie civil fondé par Fritz Todt initialement pour la construction des autoroutes et qui va alors uniquement se consacrer au génie militaire avec la construction de fortifications. L'OT répondait directement à Hitler.
Les plans du  ne prévoyaient pas encore de protéger les villes d’Aix-la-Chapelle et de Sarrebruck. Un nouveau programme fut créé en 1939 pour remédier à ce problème. À partir de cette année, de nouveaux types de construction standard ont été conçus et les épaisseurs des murs ont augmenté. Désormais, seuls les bâtiments B neufs et A devaient être érigés.
Avec le déclenchement de la Seconde Guerre mondiale le 1er septembre 1939, les priorités pour la construction du mur ouest changèrent. En raison de pénuries de matières premières, le dernier programme de construction a été dominé par des bâtiments standards qui ont souffert de mesures d’austérité massives. Ainsi, les cloches d’observation et les systèmes d’accompagnement n’ont plus été fournis et les salles sont devenues plus petites.

### Bâtiments standard sur le mur de l’Atlantique de 1940 à 1944
Lors de l'occupation de l'Europe de l'Ouest et avec la menace d'un débarquement allié, 8 119 bunkers ont été construits pour le mur de l’Atlantique[réf. souhaitée].
Pour des raisons d’efficacité, des bâtiments spécifiques pour chaque branche armée furent également développés selon la configuration du terrain et de la destination stratégique du système fortifié (forteresse qui protège les ports, batterie d'artillerie, poste d'observation, station radar, tobrouk, encuvement…). Cette standardisation induit une typologie précise des ouvrages allemands (plus 700 types de blockhaus recensés, qui vont de la batterie d'artillerie avec son poste de commandement à la soute à munitions ou la cuisine bunkers dont les caractéristiques techniques
Le type d’arme nécessitait l’armement des installations individuelles, de sorte que le radar de Würzburg était exploité par la Luftwaffe, les batteries de canons particulièrement lourdes et les batteries anti-navires étaient elles souvent par la Kriegsmarine. Les différents bâtiments standard ont été construits en modules, à des fins de protection et disposés en fonction de la topographie. Par exemple, les batteries anti-navires étaient situées près de la plage, les postes de contrôle des incendies ont été surélevés et les installations de munitions et d’équipage ont été déplacées plus en arrière. Les modules individuels étaient reliés soit par des tranchées plus ou moins fortifiées, soit par des chemins couverts.

## Objectif
Les objectifs de la standardisation de la conception et de la construction des bunkers présentait plusieurs avantages :
1. Maintien de caractéristiques de conception éprouvées lors de la construction de nouveaux bunkers ;
2. Fabrication simplifiée de grandes quantités, par exemple les composants : ventilation, blindages (portes, créneaux de tir, cloche blindée) alimentation et distribution électrique, chauffage, ameublements (lit, table, armoire, etc.) auprès des industriels concernés ;
3. Amélioration de l’arpentage des chantiers de construction en fonction de la situation tactique ;
4. Processus de construction simplifié par un chiffrage précis des besoins (terrassement, béton, ferraillage) et donc amélioration des délais de construction ;
5. Approvisionnement plus facile en matériaux sur le chantier.

Des plans sont établis sur lesquels il est noté la masse de béton à utiliser, le volume de terre remuée pour le terrassement, la masse de fer à fournir. Pour la construction ce sera l’affaire de l’organisation Todt.

### Épaisseurs des murs
L'épaisseur des murs était divisée en plusieurs catégories :
- A = 3,5 m
- A1= 2,5 m
- B nouveau = 2,0 m
- B ancien= 1,5 m
- B 1= 1,0 m
- C= 0,6 m
- D= 0,3 m

### Catégories
Plusieurs catégories de bâtiments existent et sont répertoriés par des chiffres et des lettres : du numéro 1 au numéro 704 pour les installations de l’armée de terre (en allemand Heer).
Plusieurs publications de Regelbauten se sont succédé depuis 1938. Le Regelbau principalement utilisé par les ouvriers de l’OT pour la construction du mur de l’Atlantique correspond à la série 600, disponible à partir de novembre 1942 et comprenant 108 modèles de construction.

## Typologie
Plus de 700 types d'ouvrages sont ainsi définis pour les trois armées (Heer, armée de terre, Luftwaffe, armée de l'air et Kriegsmarine, marine) : casemate de tir, poste de commandement, abri pour le personnel, centre de secours, cuisines, réservoirs d'eau, soute pour munitions, etc.
Sauf pour les ouvrages de la Heer, le numéro de la construction est précédé d'une lettre identifiant l'armée ou la catégorie. Ainsi un M pour la Kriegsmarine, un L pour la Luftwaffe. Le S désigne des ouvrages lourds (Schwere en allemand) comme les batteries lourdes du Pas-de-Calais, du Danemark ou de Norvège par exemple. Les lettres Fl désignent les types d'ouvrages de la DCA de marine, c'est-à-dire celles servies par des unités de marine autour des grands ports ou des bases pour U-boot.
Ainsi, le type M 272 désigne un type de casemate abritant un canon que l'on retrouve à la batterie de Longues-sur-Mer en Normandie mais aussi à la batterie Heerenduin aux Pays-Bas. Le type S 414 quant à lui, est un poste de direction de tir pour batterie lourde sur objectif marin (Le Grand Blockhaus à Batz-sur-Mer, Musée mémoires 39-45 à Plougonvelin).

### Exemples de modèles de construction
| |  |  |
| Bunker de type 638 à la Tamarissière, hôpital de campagne de 9 pièces reconstituées (ici la salle d'opération). |  |  |

- 10 : abri pour deux mitrailleuses
- 23 : abri pour une mitrailleuse
- 58 : poste d'observation
- 105 : abri pour une mitrailleuse avec cloche
- 111 : abri pour une mitrailleuse avec tourelle
- 112 : poste de combat avec tourelle
- 120 : poste de direction de tir
- 134 : abri de stockage pour munitions.
- 229 : support de radars FuMo 214[7]
- 262 : poste de direction de tir[8]
- 270 : abri pour batteries françaises déjà en place[9]
- 272 : abri pour un canon de marine
- 400 : plateforme de tir pour canon antiaérien
- 410 : plateforme de tir pour canon antiaérien destinés protéger des installations radars[10]
- 411 : abri pour projecteur de 600 mm
- 414 : station de guidage de tir pour batterie côtière
- 446 : station de guidage de tir pour batterie côtière
- 479 : poste de commandement de la chasse nocturne et diurne[11]
- 501 : abri pour une dizaine de soldats
- 502 : abri pour une vingtaine de soldats
- 514 : abri à une mitrailleuse
- 600 : encuvement pour canon de 50 mm sur abri / soute
- 601 : abri pour canon avec toit blindé
- 602 : abri pour un véhicule blindé
- 603 : abri pour deux véhicules blindés
- 604 : abri pour canon I
- 605 : abri pour canon II
- 606 : abri pour projecteur de 600 mm
- 607 : soute à munitions II
- 608 : poste de commandement de bataillon ou de régiment à 1 étage
- 609 : poste de commandement de bataillon ou de régiment à 2 étages
- 610 : poste de commandement de compagnie renforcée ou de batterie
- 611 : casemate pour canon de campagne
- 612 : casemate pour canon de campagne, sans locaux annexes
- 613 : poste d’observation d’artillerie avec cloche
- 614 : poste d’observation d’artillerie avec cloche (2 étages)
- 615 : poste d’observation d’artillerie avec toit blindé
- 616 : grand poste de liaisons
- 617 : poste de transmissions
- 618 : centre de transmissions pour état-major
- 619 : abri pour machines
- 620 : casemate pour mitrailleuse sous blindage sur pente
- 621 : abri pour un groupe de combat
- 622 : abri pour deux groupes de combat
- 623 : casemate pour mitrailleuse sous blindage
- 623 : casemate pour mitrailleuse sous blindage
- 624 : casemate pour mitrailleuse sous casemate blindée
- 625 : casemate pour canon de 75 mm Pak 40
- 626 : casemate pour canon de 75 mm Pak 40 avec toit blindé
- 627 : poste d’observation d’artillerie avec créneau blindé
- 628 : abri pour un groupe sur pente
- 629 : abri pour Pak
- 630 : casemate pour mitrailleuse sous blindage
- 631 : casemate pour canon de 47 mm Pak K 36(t)
- 632 : abri avec cloche à 3 embrasures pour mitrailleuse
- 633 : abri pour mortier de type M19
- 634 : abri avec cloche à 6 embrasures pour mitrailleuse
- 635 : abri pour deux groupes sur pente
- 636 : poste de direction de tir pour batterie côtière
- 637 : poste de mesure pour batterie côtière
- 638 : petit abri sanitaire
- 639 : grand abri sanitaire
- 640 : casemate pour canon de 37 mm Pak sous blindage
- 641 : soute a munitions III
- 642 : casemate pour canon de 47 mm Pak 36(t) et mitrailleuse
- 643 : abri avec cloche à 3 embrasures pour mitrailleuse en A
- 644 : abri avec cloche à 6 embrasures pour mitrailleuse en A
- 645 : abri pour une cuisine
- 646 : abri avec citerne
- 647 : abri avec 2 cloches à 1 embrasure pour mitrailleuse
- 648 : abri avec cloche à 1 embrasure pour mitrailleuse
- 649 : casemate pour canon sur affût avec embrasure de 90°
- 650 : casemate pour canon sur affût avec embrasure de 120°
- 651 : casemate pour canon sur affût avec embrasure de 90°, sans logement
- 652 : casemate pour canon sur affût avec embrasure de 120°, sans logement
- 653 : casemate pour canon de 50 mm KwK
- 654 : casemate pour canon de 50 mm KwK, sans locaux annexes
- 655 : abri pour 6 hommes avec soute
- 656 : abri pour 15 hommes
- 657 : abri pour deux cuisines
- 658 : abri avec citerne
- 659 : abri avec citerne en A
- 660 : abri pour chargeurs de batteries
- 661 : abri sanitaire
- 662 : casemate pour canon de campagne de 100 mm KK et mitrailleuse en A
- 664 : abri avec cloche pour obusier léger en A
- 665 : poste d’observation d’infanterie avec cloche
- 666 : poste d’observation d’infanterie avec petite cloche
- 667 : casemate pour canon 5-cm KwK 38 ou 5-cm KwK 39 avec embrasure de 60°, sans locaux annexes[12]
- 668 : abri pour 6 hommes
- 669 : casemate pour canon de campagne, sans locaux annexes
- 670 : casemate pour canon sur affût avec embrasure de 90°, sans locaux annexes
- 671 : casemate pour canon sur affût avec embrasure de 120°, sans locaux annexes
- 672 : abri pour canon I, sans locaux annexes
- 673 : abri pour canon II, sans locaux annexes
- 674 : soute à munitions
- 675 : abri avec citerne
- 676 : casemate pour canon de 47 mm
- 677 : casemate pour canon de 88 mm Pak 43/41, sans locaux annexes
- 678 : casemate pour canr affût avec embrasure de 90°, sans locaux annexes
- 679 : casemate pour canon sur affût avec embrasure de 120°, sans locaux annexes
- 680 : casemate pour canon de 75 mm Pak 40, sans locaux annexes
- 681 : casemate pour mitrailleuse sous blindage, sans locaux annexes
- 682 : abri pour machines
- 683 : casemate pour canon de 210 mm avec embrasure de 120°, sans locaux annexes en A
- 684 : casemate pour canon de 210 mm avec embrasure de 120°, sans locaux annexes
- 685 : casemate pour canon de 210 mm avec embrasure de 60°, sans locaux annexes en A
- 686 : casemate pour canon de 194 mm avec embrasure de 120°, sans locaux annexes
- 687 : casemate avec tourelle de char Panther
- 688 : casemate pour canon de 170 mm L/50 avec embrasure de 120°, sans locaux annexes en A
- 689 : casemate pour canon de 170 mm L/50 avec embrasure de 120°, sans locaux annexes en A
- 690 : casemate pour canon de 170 mm L/50 avec embrasure de 90°, sans locaux annexes en A
- 691 : centre de transmissions pour haut commandement
- 692 : casemate pour canon de 76,2/88 mm Flak(r), sans locaux annexes
- 693 : petit abri pour signalisation optique
- 694 : casemate pour canon sur affût, sans locaux annexes
- 695 : petite casemate pour mitrailleuse
- 696 : petite casemate pour mitrailleuse sur pente, sans locaux annexes
- 697 : petit poste de mesure pour batterie côtière
- 698 : casemate pour canon de 105 mm K408(i) sur affut, sans locaux annexes
- 699 : casemate pour canon de 88 mm Pak 43 sur affût, sans locaux annexes
- Vf7c : soute à munition

sauf mention contraire source : www.dday-overlord.com